# محمد مبارك بن دينه
محمد مبارك بن دينه (ولد في 16 يوليو 1972 في البحرين) مهندس وأستاذ جامعي وسياسي بحريني. يشغل حاليا منصب وزير النفط و البيئة في مملكة البحرين

## النشأة والتعليم
حصل على شهادة الثانوية العامة من مدرسة الهداية الخليفية الثانوية للبنين في عام 1990. حصل على شهادة البكالوريوس في هندسة بترول من جامعة الإمارات العربية المتحدة في عام 1995. ثم حصل على شهادة الماجستير في الهندسة الكيميائية من جامعة ويلز بالمملكة المتحدة في عام 1999. ثم حصل على دبلوم عالي في الدراسات العليا من كلية لندن الإمبراطورية بالمملكة المتحدة في عام 2006. ثم حصل على شهادة الدكتوراه في الهندسة الكيميائية من كلية لندن الإمبراطورية في عام 2007. ثم حصل على الدراسات العليا في الممارسة الأكاديمية من جامعة يورك بالمملكة المتحدة في عام 2010.

## المسيرة المهنية والسياسية
بدأ العمل في شركة نفط البحرين الوطنية في وظيفة مهندس خزان متدرب من يونيو إلى أغسطس 1993. ثم ترقى إلى مهندس بترول من 1993 إلى 1996.
ثم انتقل للعمل في جامعة البحرين كمساعد أستاذ جامعي في كلية الهندسة قسم الهندسة الكيميائية من 1996 إلى 2006 ثم ترقى إلى أستاذ مساعد من 2007 إلى 2013 ثم شغل منصب مدير الاعتمادية وضمان الجودة في كلية الهندسة من 2012 إلى 2013 كما حصل على منحة برنامج فولبرايت للعمل في جامعة تكساس.
بناء على مرسوم ملكي تم تعيين بن دينه نائب الرئيس التنفيذي في المجلس الأعلى للبيئة من 2013 إلى 2014. منذ توليه المنصب شارك ممثل عن مملكة البحرين في العديد من الاجتماعات والورش والندوات التي تهتم بالشأن البيئي والطاقة المتجددة. شغل بن دينه بالإضافة إلى عمله عضو في مجلس أمناء جائزة خالد بن حمد آل خليفة للمشاريع وعضو في الجمعية البحرينية البريطانية بالمملكة المتحدة وعضو في جمعية مهندسي النفط الأميركية بالولايات المتحدة وعضو في هيئة جائزة البيئة لمجلس التعاون الخليجي وعضو في جمعية المهندسين البحرينية وعضو مجلس إدارة الاتحاد البحريني لألعاب القوى وعضو في اللجنة الاستشارية للجامعة العربية المفتوحة.
في مايو 2014 صدر مرسوم ملكي رقم (34) لسنة 2014 بتعيين بن دينه رئيس تنفيذي للمجلس الأعلى للبيئة بدرجة وكيل وزارة.
في ديسمبر 2020 صدر مرسوم ملكي رقم (82) لسنة 2020 بتعيين بن دينه مبعوث خاص لشئون المناخ بدرجة وزير. وفي عهده تم تجديد منح الثقة لمملكة البحرين كنائب رئيس للجمعية العامة للبيئة. كما فازت مملكة البحرين بالعضوية الرئيسية للجنة التنفيذية في بروتوكول مونتريال للسنة الثانية على التوالي وبمنصب نائب رئيس اللجنة التنفيذية للمرة الأولى على مستوى دول الخليج العربي.

## التكريم والجوائز
- وسام من ملك البحرين حمد بن عيسى بن سلمان آل خليفة في اليوم الوطني لمملكة البحرين.
- تكريمه بمناسبتين خلال يوم العلم لحملة شهادات الماجستير والبكالوريوس في العلوم.
- تكريمه من قبل ملك البحرين لتقديمه رسالة الماجستير عام 1999.